# Arnitriste
Arnitriste är en bergstopp i Schweiz. Den ligger i kantonen Obwalden, i den centrala delen av landet, 50 km öster om huvudstaden Bern. Toppen på Arnitriste är 2 004 meter över havet.